# Aubergenville
Aubergenville este o comună franceză situată în departamentul Yvelines, în regiunea Île-de-France, de-a lungul râului Sena, la 41 km vest de Paris și 13 km est de Mantes-la-Jolie.

## Geografie

### Localizare
Comuna Aubergenville se află în nordul departamentului Yvelines, pe malul stâng al râului Sena, la 12 km est de Mantes-la-Jolie, subprefectură, și la 30 km nord-vest de Versailles, prefectura departamentului.
Comunele limitrofe sunt Flins-sur-Seine la est, Épône și Nézel la vest, Aulnay-sur-Mauldre și Bazemont la sud. La nord, râul Sena separă Aubergenville de Juziers și Gargenville.
Centrul comunei se află pe versantul unui deal, incluzând vechiul târg, o zonă de amenajare concertată (ZAC) și un cartier construit în anii 1970 pe domeniul fostului castel Acosta, format din numeroase blocuri de locuințe sociale integrate în parc.
Urbanizarea s-a extins semnificativ, pe de o parte, spre Sena, incluzând gara, zone de activități, un centru comercial (Family Village), un centru acvatic (Les bains de la Seine et Mauldre, deschis în iunie 2009) și cartierul grădină Élisabethville, iar pe de altă parte, spre platoul aflat la limita nordică a câmpiei Versailles, unde a fost construit mai recent liceul Vincent-Van-Gogh.
Un cătun izolat, Vaux les Huguenots, se află într-o depresiune orientată spre valea râului Mauldre.

### Hidrografie
Teritoriul comunei se întinde de-a lungul malului stâng al râului Sena pe o distanță de aproximativ 2,5 km. Include, parțial, un iaz care reprezintă un braț mort al Senei, numit Giboin, frecventat de pasionații de pescuit sportiv.
Stratul acvifer din aluviunile râului Sena este exploatat de compania Lyonnaise des Eaux, care asigură tratarea apei în uzina sa din Flins-sur-Seine pentru a furniza apă potabilă multor comune din nordul departamentului Yvelines. Stații de pompare sunt amplasate în partea nordică a teritoriului comunei Aubergenville, precum și în comunele învecinate Les Mureaux, Flins-sur-Seine, Épône și Mézières-sur-Seine, împreună formând „câmpul de captare al Aubergenville”.
Din această cauză, jumătatea nordică a teritoriului Aubergenville este supusă unui perimetru de protecție extins, în care activitățile, instalațiile și depozitele sunt reglementate.
Comuna este expusă riscurilor de inundații cauzate de revărsările râului Sena în partea nordică a teritoriului său. Zonele inundabile au fost clasificate astfel:
- Zona verde: la nord de Élisabethville, o zonă cu risc ridicat unde orice construcție este interzisă pentru a menține spațiul necesar expansiunii apelor râului Sena în caz de revărsare.
- Zonele albastră și roșu deschis: zone ocupate de uzina Renault din Flins-sur-Seine, expuse, de asemenea, unui risc ridicat de inundații, unde este interzisă orice urbanizare nouă, dar este permisă întreținerea și reînnoirea instalațiilor existente.
- Zona maro: care include iazul Giboin, desemnată pentru a conserva capacitatea de debitare majoră a râului Sena[5].

Aubergenville este, de asemenea, afectată indirect de eventualele revărsări ale râului Mauldre, un râu important din Bazinul parizian, care confluează cu Sena pe teritoriul comunei Épône, la câteva sute de metri vest de Élisabethville, în partea aval a teritoriului comunei.

### Climă
În 2010, clima comunei era de tip oceanic al câmpiilor din Centru și de Nord, conform unui studiu a CNRS care se baza pe o serie de date care acoperă perioada 1971-2000. În 2020, Météo-France a publicat o tipologie a climei din Franța metropolitană în care comuna este expusă la un climat oceanic și se încadrează în regiunea climatică sud-vestică a bazinului parizian, caracterizată prin precipitații scăzute, în special în primăvară (120 până la 150 mm) și o iarnă rece (3,5 °C).
Pentru perioada 1971-2000, temperatura medie anuală este de 10,9 °C, cu o amplitudine termică anuală de 14,2 °C. Cantitatea medie anuală de precipitații este de 683 mm, cu 10 zile de precipitații în ianuarie și 7,6 zile în iulie. Pentru perioada 1991-2020, temperatura medie anuală observată la stația meteorologică cea mai apropiată, situată în comuna Maule la 5,5 km distanță în linie dreaptă, este de 11,8 °C, iar cantitatea medie anuală de precipitații este de 677,0 mm.
Pentru viitor, parametrii climatici estimati pentru comună, pentru anul 2050, conform diferitelor scenarii de emisii de gaze cu efect de seră, pot fi consultati pe un site dedicat publicat de Météo-France în noiembrie 2022.

## Urbanism

### Tipologie
La 1 ianuarie 2024, Aubergenville este clasificată drept centru urban intermediar, conform noii grile comunale de densitate cu șapte niveluri, definită de INSEE (Institutul Național de Statistică și Studii Economice) în 2022. Comuna aparține unității urbane Aubergenville, o aglomerație intra-departamentală formată din două comune, al cărei oraș-centru este Aubergenville.  În plus, comuna face parte din aria metropolitană a Parisului, fiind una dintre comunele de la periferie, această zonă reunind 1.929 de comune.

### Utilizarea terenurilor
Teritoriul comunei era alcătuit în 2017 din 43,82 % spații agricole, forestiere și naturale, 13,05 % spații deschise artificializate și 43,13 % spații construite artificializate.

### Căi de comunicație și transport

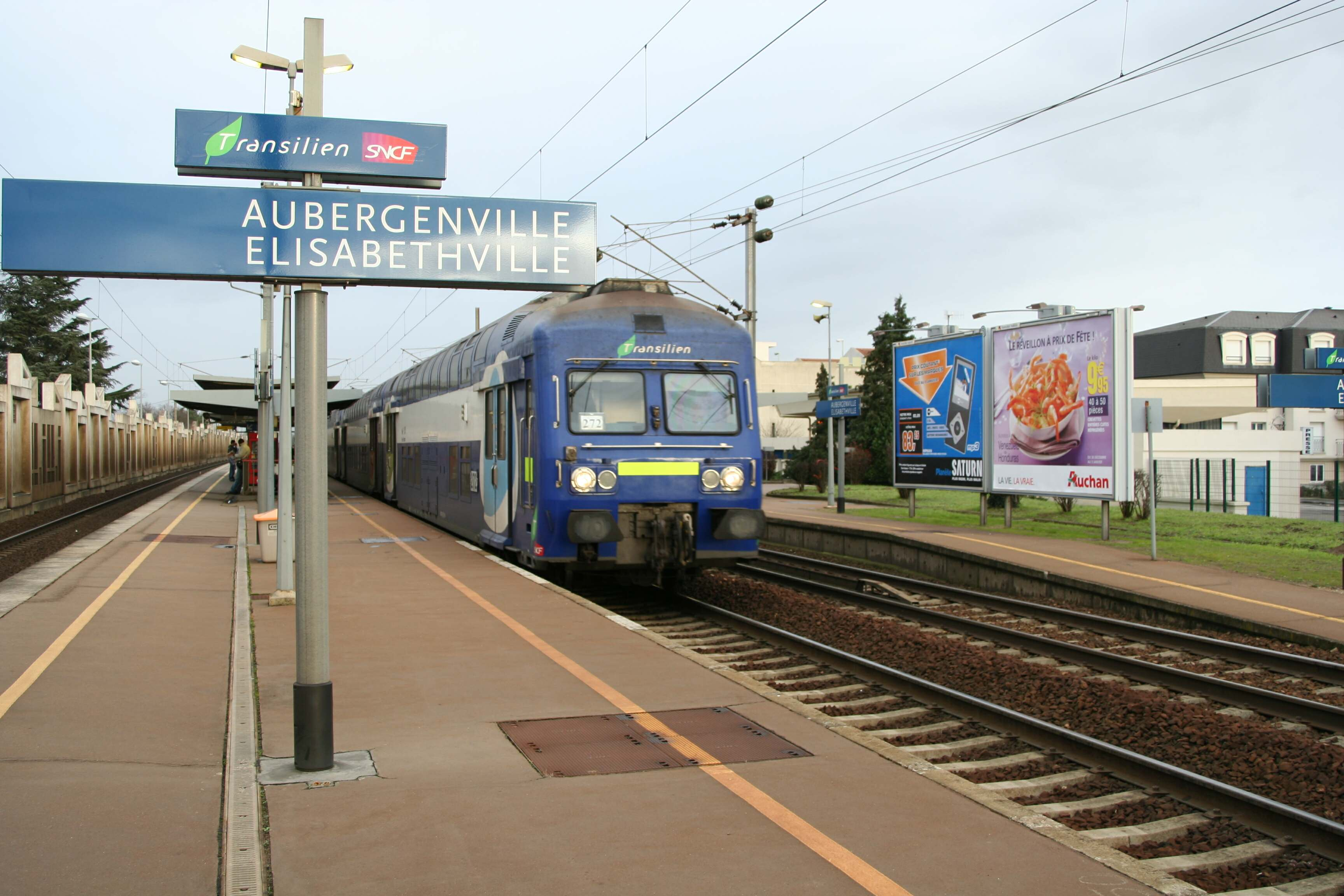
Gara Aubergenville-Élisabethville.

Căile de comunicație sunt concentrate în valea joasă, incluzând drumul departamental nr. 113, autostrada Normandiei (A13) și linia de cale ferată Paris-Rouen-Le Havre, precum și râul Sena navigabil.

#### Rețeaua rutieră
Aubergenville este deservită de A13 (ieșirea 9), autostrada Normandiei care leagă Parisul de Caen, trecând pe lângă Rouen, și de fosta RN 13, devenită RD 113.

### Rețeaua feroviară
Orașul este deservit de gara Aubergenville-Élisabethville, situată pe linia J a rețelei Transilien. Această linie asigură legături între gările Paris-Saint-Lazare, Vernon - Giverny și Mantes-la-Jolie. Gara se află pe linia feroviară Paris-Saint-Lazare - Le Havre.

## Toponimie
Numele localității este atestat în diverse forme de-a lungul timpului: Adalberga, Adalberghavilla, Bourgenvilla, Albergenvilla, Hulbergenvilla, Aubergenvilla în anul 942, Burgenvilla în 1106, Aubergeinvilla, Obergenvillam în 1164, Obergenvilla în secolul al XIII-lea, și Aubergenville în 1351.

## Istorie
Aubergenville, care s-a numit în trecut „Obergenvilla”, „Bourgenvilla”, „Albergenvilla” și „Hulbergenvilla”, era situat pe drumul național 190, care leagă Saint-Germain-en-Laye de Mantes-la-Jolie.
Istoricul Émile Réaux presupune că o așezare galică, care a succedat unui vechi așezământ preistoric, era situată mai jos decât locația actuală, fiind traversată de Route de quarante sous (drumul național RN 13). Au fost descoperite aici topoare din piatră șlefuită, vârfuri din bronz sau fier, podoabe, ceramică... Satul primitiv ar fi fost, cel mai probabil, abandonat în timpul invaziilor normande.
Fondarea satului actual datează, cel mai probabil, din secolul al XI-lea, când făcea parte din apanajul oferit de Galeran I, conte de Meulan, fiului său Richard de Neaufle. Satul a devenit o seniorie autonomă, fiind feuda lui Pierre d’Aubergenville încă din 1065.
După ce a trecut prin diferite mâini, senioria aparținea, în 1339, lui Guillaume d’Aubergenville, iar ulterior lui Jean de Meulan, episcop de Meaux, de Noyon și apoi de Paris, care a murit în 1363. După moartea sa, în 1366, senioria a fost vândută la licitație și adjudecată capitului bisericii Notre-Dame din Paris, care a păstrat-o până în 1789.
Fondarea satului actual, situat la poalele dealului Montgardé, din Aubergenville, datează din secolul al XI-lea. Biserica, dedicată Sfântului Ouen, a fost începută spre sfârșitul secolului al XIII-lea și finalizată în secolul al XV-lea.
În comună au existat trei castele:
- Castelul de la Garenne[29]

Acesta se afla pe malul stâng al râului Sena, în apropierea confluenței cu Mauldre. Castelul a fost demolat pentru a face loc locuințelor construite de Renault pentru cadrele sale superioare și conducători. Totuși, au fost păstrate două porți din fier forjat care aparțineau castelului, dintre care una servește acum drept intrare la reședința privată Château de la Garenne. Este vizibilă și astăzi ferma de la Garenne, care făcea parte din domeniul Garenne, ce cuprindea 25 de hectare de terenuri de vânătoare și 125 de hectare de păduri și tufișuri.
- Castelul d'Acosta

Construit în apropierea satului la începutul secolului al XVIII-lea de către Joseph Emmanuel Tellès d'Acosta, cavaler de Sfântul Ludovic și fost comandant de regiment de cavalerie. Castelul a dispărut în 1965, fiind înlocuit de un ansamblu mare de locuințe sociale care a integrat parcul castelului.
- Castelul de Montgardé

Singurul care mai există, situat pe înălțimi, dominând valea râului Mauldre deasupra localității Nézel.
Registrul parohial din Aubergenville, la sfârșitul anului 1694, menționează 4 botezuri, 2 căsătorii și 41 de înmormântări. Preotul explică motivul astfel:
„ Anul 1694 a fost numit anul foametei. Grânele din recolta anului 1693 erau de o calitate atât de proastă încât pâinea nu hrănea cum o făcea de obicei. La scurt timp după ce oamenii mâncau, erau din nou chinuiți de foame. Acesta este motivul mortalității care a avut loc atunci. Prețul grâului în 1693 era de 45 livre, 15 soli pe septier, măsură de Paris, iar în 1694 septierul de grâu valora 61 livre, 3 soli, preț obișnuit. ”
Preotul din Aubergenville notează în registrul parohial de la sfârșitul anului 1709:
„ Iarna anului 1709 a fost cea mai friguroasă cunoscută vreodată. Gerul a început abia pe 5 ianuarie, dar atât de violent încât în aceeași zi gheața s-a format pe Sena. Grânele au înghețat complet. Orzul semănat în locul acestora a produs o recoltă atât de abundentă încât acest an a fost numit anul orzului. A fost denumit, pe bună dreptate, anul marii ierni. Până la recoltă, penuria a fost extremă. Marc-ul de argint a fost taxat la 33 livre, 55 soli. Septierul de grâu, măsură de Paris, valora 44 livre. În lunile ianuarie și februarie, când dezastrul nu era încă confirmat, grânele se vindeau ca în 1708. Prețul a crescut la 60 livre odată ce dezastrul a fost cunoscut... ”
În 1843, gara (cunoscută în prezent sub numele de Aubergenville-Élisabethville) a fost construită pe linia Paris-Saint-Lazare - Rouen.
În 1921, cartierul-grădină Élisabethville a fost creat de-a lungul râului Sena, pe domeniul castelului La Garenne. O parte din această localitate se extinde pe teritoriul comunei învecinate Épône. Acest loc de vacanță includea un teren de golf, un cazinou și numeroase vile în stil anglo-normand și pavilioane elegante, construite conform unui caiet de sarcini riguros, care contribuiau la rafinamentul centrului de recreere.
Anii 1920 au marcat, de asemenea, crearea așa-numitei „plaje a Parisului”, situată pe malul râului Sena, alături de un splendid hotel-restaurant (Ermitage de la Plage), care însă a dispărut între timp.
Astăzi, zona a fost reamenajată, iar Élisabethville este acum o zonă rezidențială.
La 10 mai 1944, un bombardier Lancaster al Royal Air Force s-a prăbușit pe teritoriul comunei Aubergenville. Șapte aviatori (șase britanici și un neozeelandez) și-au pierdut viața și sunt îngropați în cimitirul din Aubergenville.
În 1952, construcția uzinei Renault din Flins, situată în mare parte pe teritoriul comunei Aubergenville, a oferit un impuls decisiv dezvoltării orașului.
În 2008, a început construcția Family Village, un centru comercial de nouă generație. Acesta a fost urmat de un centru acvatic, Les Bains de Seine et Mauldre, inaugurat în iunie 2009 de către Bernard Laporte, pe atunci ministru al Sporturilor. În cele din urmă, în 2011, a fost inaugurată Casa Asociațiilor.

## Populația și societatea

### Date demografice
Evoluția numărului de locuitori este cunoscută prin recensămintele populației efectuate în comună începând din 1793. Pentru comunele cu mai puțin de 10 000 de locuitori, un recensământ al întregii populații este realizat la fiecare cinci ani, populațiile legale pentru anii intermediari fiind estimate prin interpolare sau extrapolare.
În 2022, comuna număra 12540 locuitori, în creștere cu +7,87 % față de 2016 (Yvelines: +2,72 %, Franța fără Mayotte: +2,11 %).
| An        | 1793 | 1821 | 1841 | 1856 | 1876 | 1886 | 1901 | 1921 | 1936 | 1962 | 1982  | 2006  | 2014  | 2022  |
| --------- | ---- | ---- | ---- | ---- | ---- | ---- | ---- | ---- | ---- | ---- | ----- | ----- | ----- | ----- |
| Populație | 574  | 620  | 504  | 466  | 483  | 527  | 468  | 560  | 1089 | 2729 | 10010 | 12126 | 11470 | 12540 |

## Cultură locală și patrimoniu

### Locuri și monumente

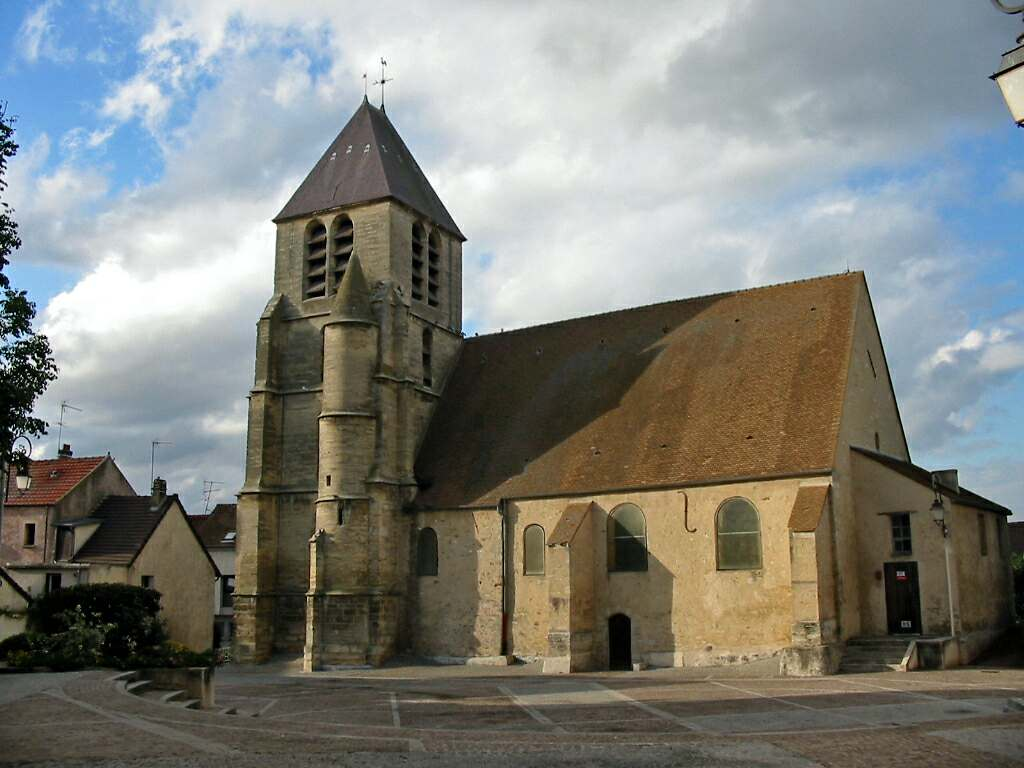
Biserica Saint-Ouen.

- Biserica Saint-Ouen: situată în centrul vechiului târg, construcția sa datează din secolul al XII-lea. Turnul masiv, de secțiune pătrată, datează din secolul al XIV-lea și a fost acoperit cu ardezie în 1766.
- Biserica Sainte-Thérèse-de-l’Enfant-Jésus: situată în Élisabethville, a fost construită în 1927 de arhitectul Paul Tournon. Este, după Saint-Jean de Montmartre și Notre-Dame du Raincy, una dintre primele biserici din beton construite în Franța. Sculpturile vizibile pe fațadă, realizate de sculptorul Carlo Sarrabezolles, au fost create direct în betonul proaspăt, o premieră la acea vreme. Clădirea este clasificată în inventarul monumentelor istorice[42].
- Dolmenul de La Noue de Bié.
- Castelul de Montgardé din secolul al XVIII-lea.
- Castelul du Vivier din secolul al XVIII-lea.
- Templul protestant din cătunul Vaux les Huguenots.

## Înfrățiri
- Germania – Dieburg - 1975
- Polonia – Bełchatów - 1997
- Portugalia – Alcobaça - 1997
- Regatul Unit al Marii Britanii și al Irlandei de Nord – Horndean - 1998